# Casamatas do Pico Alto

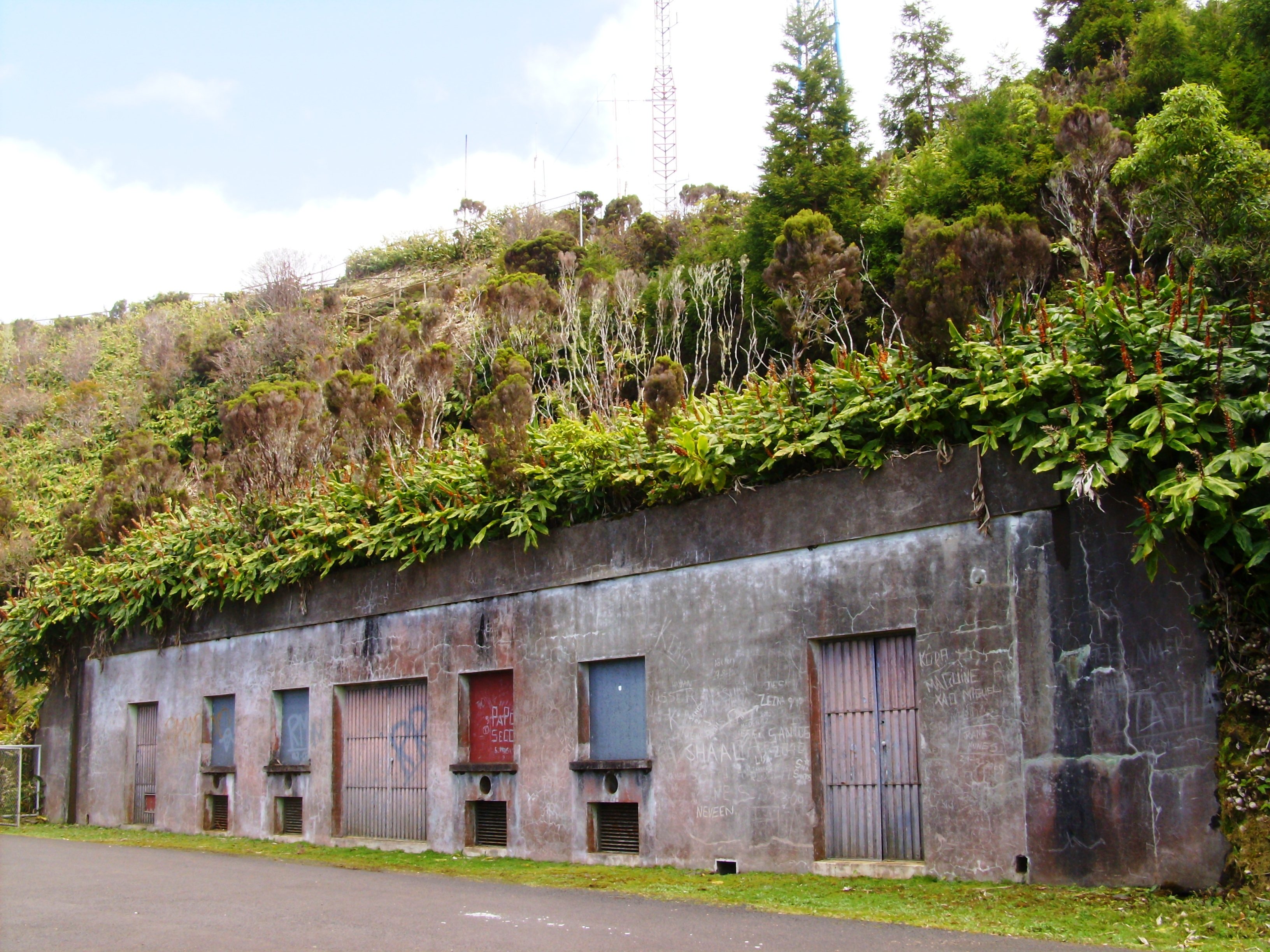
Casamatas do Pico Alto, Vila do Porto.

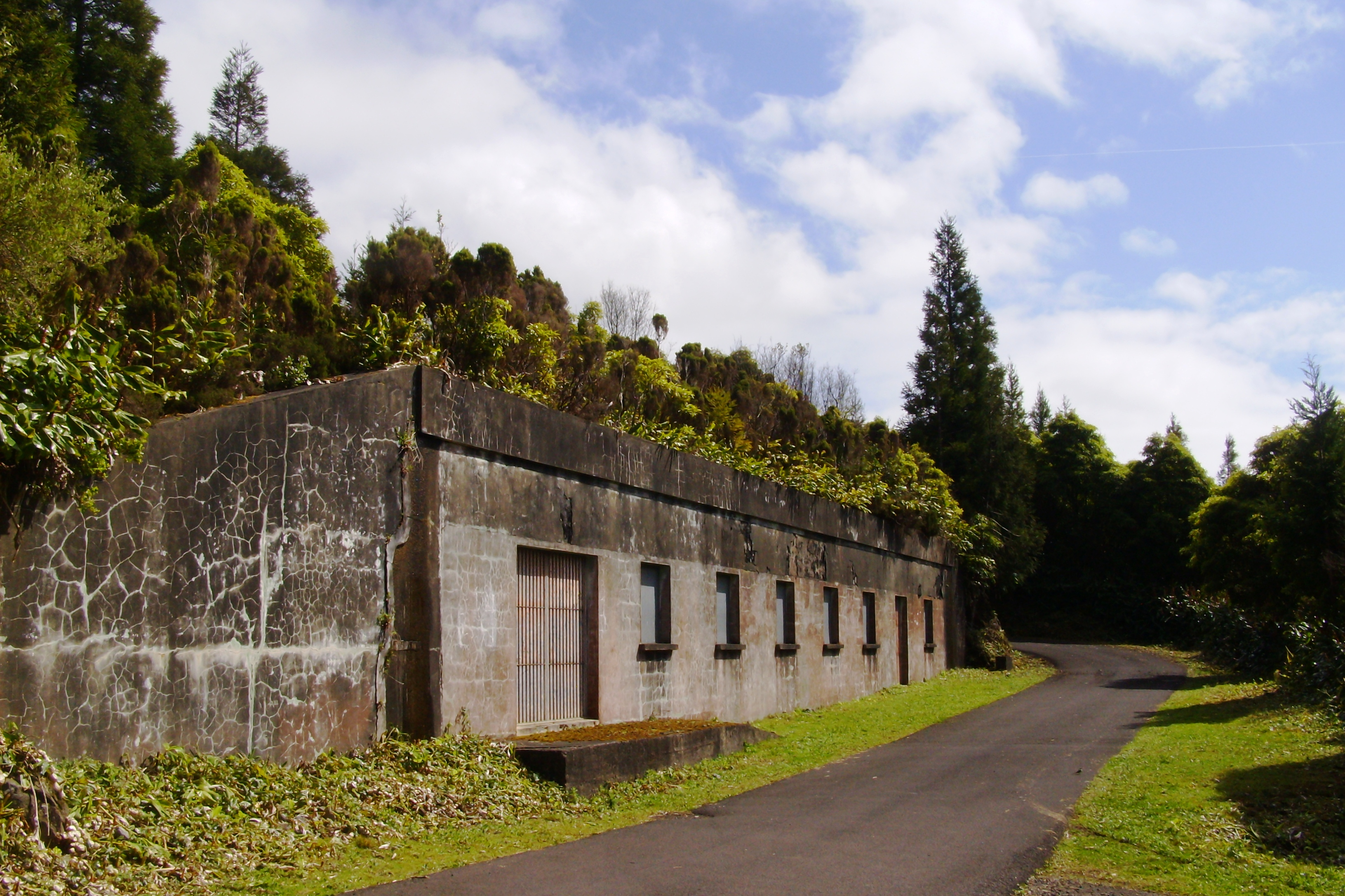
Casamatas do Pico Alto, Vila do Porto.

As Casamatas do Pico Alto localizam-se no cume do Pico Alto, na freguesia de Santa Bárbara, concelho da Vila do Porto, na ilha de Santa Maria, nos Açores.

## História
Foram erguidas, como as Casamatas da Serra do Cume na ilha Terceira, no contexto da Guerra Fria, na sequência da constituição do Pacto de Varsóvia (1955), entre os anos de 1956 e 1957, com o fim de abrigar uma estação de radar, sob responsabilidade da Força Aérea Portuguesa.
Atualmente encontram-se desativadas, em condições precárias de conservação, abrigando um centro de transmissões radiofónicas.

## Características
Constituem-se em um complexo militar integrado por três casamatas construídas em betão armado e embutidas no talude, ao longo do caminho que bordeja o cume do Pico Alto. A parte visível de cada unidade consiste num pano de parede rebocado, com alguns vãos, entre dois contrafortes.